# Lawitz
Lawitz (em baixo sorábio: Ławojce) é um município da Alemanha, situado no distrito de Oder-Spree, no estado de Brandemburgo. Tem 6,00 km² de área, e sua população em 2019 foi estimada em 564 habitantes.